# Mistrzowie Historiografii
Mistrzowie Historiografii – seria książek historycznych z głównie z dziedziny mediewistyki wydawana przez Wydawnictwo Avalon T. Janowski od 2009. 

## Książki wydane w ramach serii
- Roman Grodecki, Polityka pieniężna Piastów, red. Wanda Lohman, Kraków: Wydawnictwo Avalon T. Janowski 2009.
- Stanisław Kutrzeba, Finanse i handel średniowiecznego Krakowa, Kraków: Wydawnictwo Avalon T. Janowski 2009.
- Jerzy Wyrozumski, Cracovia mediaevalis, Kraków: Wydawnictwo Avalon 2010.
- Krzysztof Baczkowski, Polska i jej sąsiedzi za Jagiellonów, Kraków: Wydawnictwo Avalon 2012.
- Feliks Kiryk, Miasta małopolskie w średniowieczu i czasach nowożytnych, Kraków: Wydawnictwo Avalon 2014.
- Michał Pułaski, W kręgu dyplomacji i spraw narodowościowych, Kraków: Wydawnictwo Avalon 2017.
- Wojciech Fałkowski, Pierwsze stulecie Jagiellonów, Kraków: Wydawnictwo Avalon 2017.